# Daimler Stahlradwagen
La Daimler Stahlradwagen è una autovettura sperimentale prodotta nel 1889 da quello che era inizialmente l'embrione della futura Daimler Motoren Gesellschaft, nata nel 1890.

## Profilo e caratteristiche

### Premessa
Non è esatto dire che la Stahlradwagen è stata prodotta dalla Daimler-Motoren-Gesellschaft, poiché quest'ultima sarebbe nata ufficialmente solo l'anno successivo all'esordio della vettura.

In ogni caso, la Stahlradwagen, così come la precedente Motorkutsche, sono vetture attribuite comunque alla produzione della Casa di Stoccarda. Allo stesso modo, se osserviamo il passaggio dalla prima Motorkutsche alla successiva Stahlradwagen, non sarebbe esatto neppure dire che quest'ultima è l'erede della prima, poiché già ad una rapida e sommaria occhiata si capisce chiaramente che si tratta di due vetture diverse. Mentre la Motorkutsche potrebbe corrispondere ad un'attuale station wagon, la Stahlradwagen pare proporre il concetto di una rudimentale spider a due posti. Se tale evoluzione viene vista con una mentalità di tipo moderno, ciò sarebbe un assurdo. Lo era di meno nel periodo a cavallo tra la fine degli anni ottanta e l'inizio degli anni novanta del XIX secolo, quando le Case automobilistiche si contavano sulle dita di una mano e così pure i modelli da esse prodotte.

### Genesi
La genesi della Stahlradwagen fu sofferta nel senso che mentre Gottlieb Daimler aveva una mentalità di tipo conservatore e si accontentava semplicemente di motorizzare carrozze, Wilhelm Maybach proponeva invece una vettura costruita ex novo partendo da soluzioni innovative come il telaio tubolare, già utilizzato da Karl Benz per la sua Velociped, per una struttura più compatta e leggera.

### Presentazione

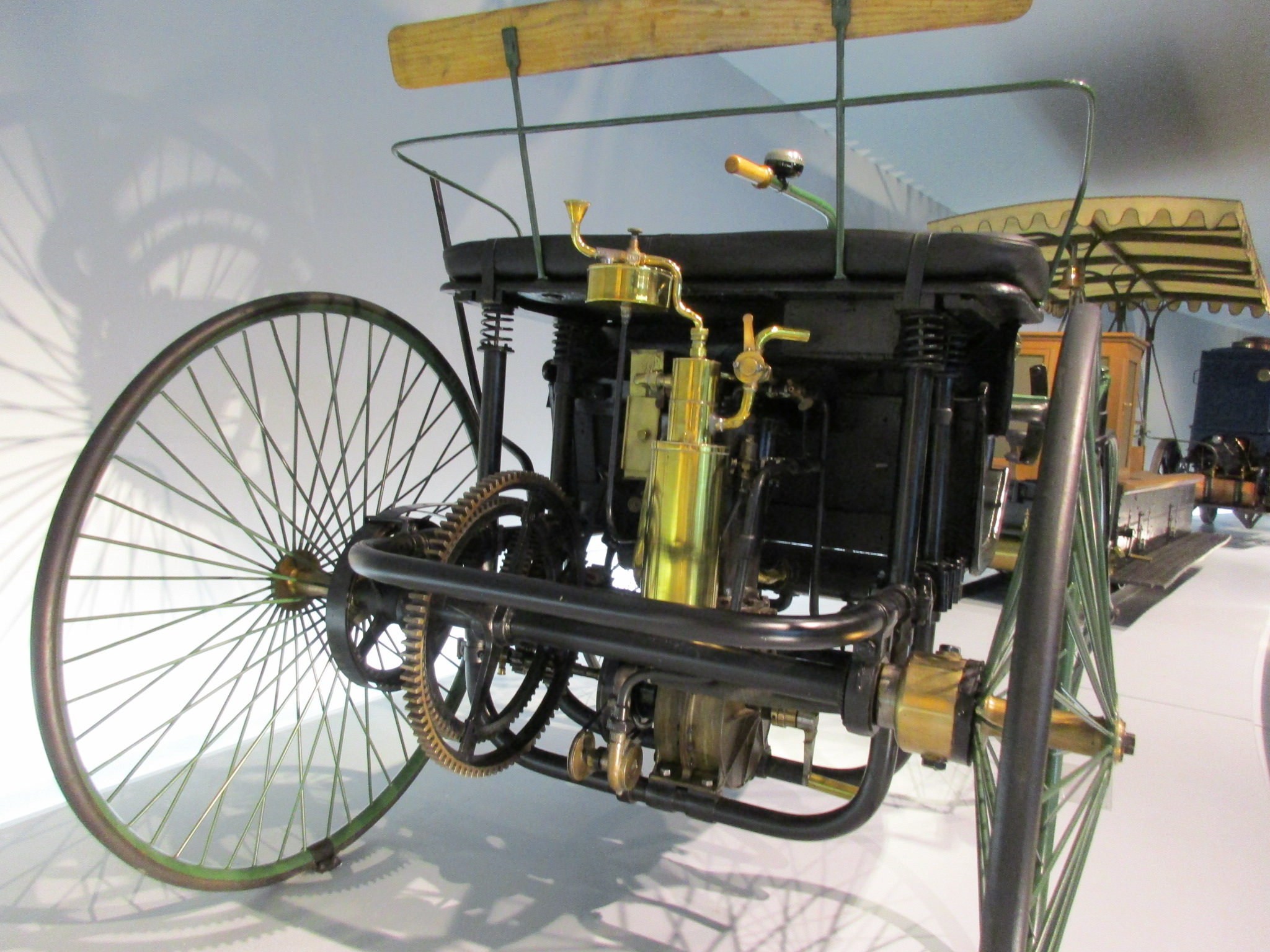
Motore

Alla fine prevalse l'orientamento innovativo e la nuova vettura fu presentata ad uno dei primissimi Saloni della storia, quello tenutosi a Parigi nel 1889, in realtà un'esposizione di invenzioni di vario tipo, nota come Exposition Universelle de Paris, in occasione della quale venne inaugurata la Torre Eiffel. 

La Stahlradwagen era un concentrato di innovazioni. Prima di tutto era una due posti molto più vicina alla rivale Benz Velociped, che non alla Motorkutsche. Nel caso della Stahlradwagen, però, la vettura era a quattro ruote anziché tre. Il telaio tubolare in acciaio era costituito da tubi che fungevano anche da condotti per il passaggio del liquido di raffreddamento. Tale telaio è stato costruito da un'azienda esterna, la Neckarsulmer Strickmaschinen-Fabrik, che qualche decennio più tardi divenne nota a tutti con il nome di NSU.

Ma le innovazioni non finivano qui: al posto della trasmissione a cinghia era presente uno dei primissimi cambi ad ingranaggi dotato di quattro marce ad azionamento manuale.

Molto particolare ed innovativo anche il motore, un bicilindrico a V stretta di 17°, praticamente il primo motore a V automobilistico della storia. Tale motore, della cilindrata di 565 cm³ (alesaggio e corsa: 60x100 mm), erogava una potenza massima di 1.65 CV a 920 giri/min, spingendo la vettura ad una velocità massima di 22 km/h.

Dal punto di vista telaistico, le due ruote anteriori erano inserite in due forcelle di tipo ciclistico e collegate tra loro dal sistema sterzante. L'avantreno e il retrotreno erano forse le parti meno moderne, visto che erano ad assale rigido senza elementi elastici di alcun tipo.

### Esiti commerciali
Alla sua presentazione, la Stahlradwagen riscosse un notevole successo e l'esemplare presentato trovò subito un cliente francese e rimase quindi in Francia. Ma dopo un secondo esemplare prodotto, Gottlieb Daimler perse improvvisamente interesse per il progetto. Furono però realizzati altri 12 esemplari, commercializzati tra il 1892 ed il 1895, che però non furono commercializzati come Stahlradwagen, bensì come Schroedter-Wagen. Quest'ultimo modello, non prodotto da Daimler e Maybach (che si erano autoconfinati a lavorare in un'ala dell'Hotel Hermann a causa di gravissime divergenze con altri soci), ma da Max Schroedter, da cui il nome, raccoglie quindi l'eredità della Stahlradwagen per la presenza dei vari contenuti innovativi.

L'importanza storica della Stahlradwagen sta non solo nelle sue innovazioni: il fatto di essere stata presentata a Parigi la rese anche fonte di ispirazione per alcuni intraprendenti personaggi del periodo pionieristico dell'automobile in Francia. Tra questi personaggi vi furono Armand Peugeot ed Émile Levassor, fondatori rispettivamente della Peugeot (intesa come Casa automobilistica) e della Panhard et Levassor. I due si sarebbero inoltre avvalsi del bicilindrico a V montato sulla Stahlradwagen (Levassor ne acquisì i diritti di produzione, mentre Armand Peugeot ne comperò diverse quantità da Levassor stesso, nel corso degli anni, per montarli sulle sue vetture) e trassero spunto dal telaio della vettura tedesca per realizzare anch'essi delle vetture leggere.